# IC 55
IC 55 ist eine linsenförmige Galaxie vom Hubble-Typ S0? im Sternbild Fische auf der Ekliptik. Sie ist schätzungsweise 238 Millionen Lichtjahre von der Milchstraße entfernt und hat einen Durchmesser von etwa 50.000 Lichtjahren.
Das Objekt wurde am 10. November 1892 vom französischen Astronomen Stéphane Javelle entdeckt.